# 圣桑福里安堡
圣桑福里安堡（法語：Saint-Symphorien-le-Château，法語發音：[sɛ̃ sɛ̃fɔʁjɛ̃ lə ʃato]）是法国厄尔-卢瓦省的一个旧市镇，属于沙特尔区。2012年1月1日，圣桑福里安堡与市镇布勒里合并为新市镇布勒里-圣桑福里安。2016年1月1日，布勒里-圣桑福里安与市镇欧诺合并为新市镇欧诺-布勒里-圣桑福里安。

## 地理
圣桑福里安堡（48°31'4"N, 1°45'42"E）面积9.39 平方千米，位于法国中央-卢瓦尔河谷大区厄尔-卢瓦省，该省份为法国北部内陆省份，北起顺时针与厄尔省、伊夫林省、埃松省、卢瓦雷省、卢瓦-谢尔省、萨尔特省和奧恩省接壤。
与圣桑福里安堡接壤的市镇（或旧市镇、城区）包括：欧诺、布勒里。
圣桑福里安堡的时区为UTC+01:00、UTC+02:00（夏令时）。

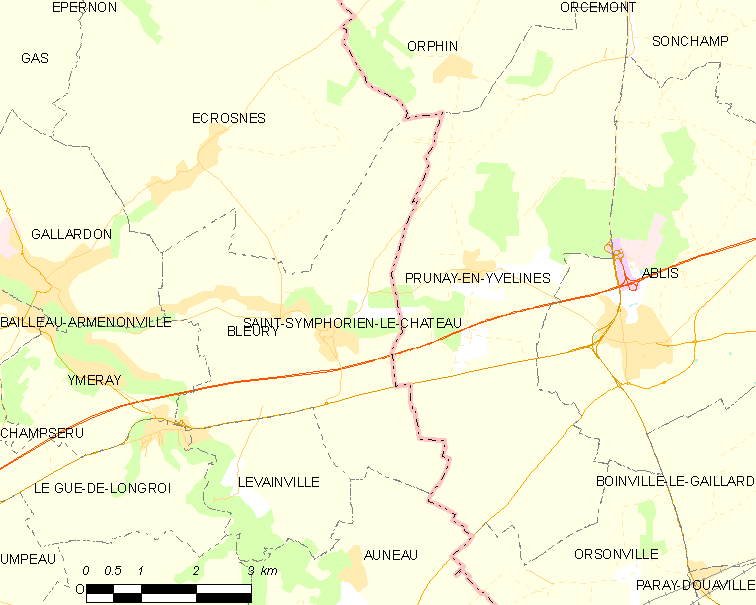
圣桑福里安堡的OSM定位图

## 行政
圣桑福里安堡的邮政编码为28700，INSEE市镇编码为28361。

## 人口

1962-2008年间圣桑福里安堡人口变化图示

圣桑福里安堡于2009年1月1日时的人口数量为830人。